# Országos Testnevelési Tanács
Az Országos Testnevelési Tanács állami, a sportigazgatásért felelős szervezet, mely 1913 és 2007 között több néven működött: 1914-től Országos Testnevelési Tanács (1919-ben Testnevelési Ügyek Direktóriuma) 1941-től Országos Sport Központ, Nemzeti Sport Bizottság, 1945-től Legfelső Sport Tanács, 1948-tól Országos Sporthivatal, 1951-től Országos Testnevelési és Sportbizottság, 1973-tól Országos Testnevelési és Sporthivatal, 1998-tól Gyermek-, Ifjúsági és Sportminisztérium, 2004-től Nemzeti Sporthivatal, majd 2007-ben beolvadt az Önkormányzati és Területfejlesztési Minisztériumba.

## Története
Hazánkban a Vallás- és Közoktatásügyi Minisztériumhoz (VKM) tartozott a testnevelés és a sportmozgalom koordinálása. A századfordulóhoz közeledve egyre jobban erősödtek az integrációs törekvések, ezért szükségessé vált egy szakmai centrum létrehozása. Így alakult meg az Országos Torna és Sportbizottság (OTSB), de a Magyar Athlétikai Szövetség (MASZ) és a Magyarországi Testedző Egyesületek Szövetsége (MOTESZ) közti ellentétek miatt hamar megszűnt. Ezután a Nemzetközi Testnevelési Bizottság kezdeményezésére a Magyar Olimpiai Bizottság, a Pedagógiai Társaság, a Közegészségügyi Egyesület és a Magyar Tornatanítók Egyesületének küldöttei azzal az ötlettel fordultak a VKM-hez, hogy az olimpiai mozgalom mintájára hozzák létre az Országos Testnevelési Tanácsot (OTT).
A MASZ és MOTESZ ellenállása és a VKM hatásköri féltékenysége miatt eleinte meghiúsult az új szervezet létrejötte, ám 1908-ban maga a MOTESZ tanácsolta a képviselőháznak az OTT ügyének felélesztését. Végül Jankovics Béla közoktatásügyi miniszter 1913. június 21-én hozott rendeletével jóváhagyta  az OTT szervezeti szabályzatát, kinevezte a 30 tagú tanács tagjait (elnök: Berzeviczy Albert). Ezzel párhuzamosan elfogadták a Testnevelési Alap létrehozását is. Az OTT lett a sport és a testnevelés kérdéseiben a VKM véleményező és tanácsadó szervezete.

### A Tanácsköztársaság időszaka (1918–1919)
Az első világháború elvesztése és a Habsburg birodalom szétesése után a munkássport előretörése vett friss lendületet, ami elsősorban az Országos Testnevelési Tanács feloszlatására irányult. Az indokot az szolgáltatta, hogy az OTT nem támogatta kellőképpen a munkásegyesületeket. Az OTT első ciklusának működése 1918. december 30-án ért véget, amikor az elégedetlen sportszervezetek (elsősorban a munkás-, főiskolai és labdarúgó-egyesületek) nyomására az elnökség tagjai lemondtak megbízatásukról.
A Tanácsköztársaság kikiáltása (1919. március 21.) után szinte rögtön megszületett az OTT megszüntetéséről és az öttagú Testnevelési Direktórium kinevezéséről szóló előterjesztés. Ekkor vált először államüggyé a sport. Létrejött a Testnevelési Ügyek Direktóriuma (TÜD), mely a Munkaügyi és Népjóléti Népbiztosság alá tartozott. A TÜD tagjai: Bíró Dezső elnök, Grünhut Fülöp, Reiner Sándor, Kiss Sándor, Király Albert.

### A Horthy-korszak (1919–1944)
A Tanácsköztársaság bukása után hazánk vezetése újraértelmezte a egyesülési és gyülekezési törvényeket, amivel az előző bukott rendszer visszaállításán szorgoskodókat szándékoztak kordában tartani. A Friedrich-kormány kultusz minisztere, Huszár Károly a TÜD iratait az OTT-vel vetette át, valamint rendeletet hozott a TÜD megszüntetéséről.
Az OTT vezetését ideiglenesen négytagú elnökségre bízták, és elhatározták az OTT teljes átszervezését. Hátráltatta a folyamatot, hogy a Honvédelmi Minisztérium nem tartotta jónak a polgári alapon működő sportirányítást, helyette polgári és katonai közös vezetést sürgetett. A tárgyalások már 1919 végén elkezdődtek a HM és a VKM között, de egy évig semmilyen megállapodás sem született. A HM a nyíltan katonai célokat szolgáló testnevelést támogatta, míg a VKM ennek ellenszegült, helyette a cserkészmozgalomnak kívánt nagyobb teret adni.
1921-ben hozták létre a VKM testnevelési ügyosztályát, és kinevezték az OTT-t, ami eddig ideiglenes jelleggel működött. Vitéz nagybányai Horthy Miklós kormányzó 1921 novemberében nevezte ki az OTT régi-új elnökét, Berzeviczy Albertet. A tanácsot három csoportra osztották, mindegyiket egy-egy alelnök vezeti: iskolai testnevelés, társadalmi sport, és ezeken kívül álló csoportok.
1924-ben Karafiáth Jenő lett az OTT új elnöke. Gróf Klebelsberg Kuno vallás- és közoktatásügyi miniszter nagy hangsúlyt fektetett az ifjúság sportoktatására, megszervezte a Testnevelési Főiskolát. A Magyar Olimpiai Bizottságot az OTT egyik szakbizottságává alakította (1928), törekedett a centralizálásra. Klebelsberg szerette volna elérni, hogy a jövő nemzedéke életerős, edzett ifjakból álljon, nemcsak propaganda-lehetőségnek tekintette a kiváló magyar sporteredményeket. A 30-as évek végén meghirdette sportlétesítmény programját (Nemzeti Stadion építése, fedett uszoda, Sportcsarnok). A következő kormányok (Károlyi, Gömbös) kevesebb figyelmet tanúsítottak a sport kérdésének. A második világháború kitörésekor szinte kizárólag a levente-mozgalmak jelentették a nemzeti sportprogram részét, a mozgalom már iskolai szinten is kötelezővé lett téve, a sportélet érthetően visszaesett.
Elnöki széke, (1941) üres; ügyvezető alelnök Prém Loránd.
1941-ben hozták létre „Az Ifjúsági Honvédelmi Nevelésének és a Testnevelésnek Országos Szervezetét”. A szervezet három törzsből állt:
- Testnevelési Főiskola, Sportorvosi Intézet, MOB, Nemzeti Sportcsarnok. Ezek a VKM hatáskörébe tartoztak, vezetője dr. vitéz Tárczay-Felicides Román miniszteri osztályfőnök.
- Leventék Országos Parancsnoksága, a szervezési alosztály, a kiképzési alosztály, a testnevelési alosztály, a nyilvántartási alosztály, a hadbiztosság, a Levente Egyesületek Országos Központja, a Leventék Gazdasági Szövetkezése, a M. Kir. Toldi Miklós Honvéd Központi Testnevelési Intézet,[1] a Honvéd Képességvizsgáló Intézet Leventeosztálya. Ezek a HM hatáskörébe tartoztak, vezető: vitéz Solymossy Ulászló vezérőrnagy.
- Az OTT helyébe felállított Országos Sport Központ, Nemzeti Sport Bizottság (vezetője: dr. Misángyi Ottó).

### A szocializmus időszaka (1945–1989)
A második világháború elvesztése után újabb politikai berendezkedés lett hazánkban, a Magyar Kommunista Párt kiléphetett az illegalitásból. A kommunisták görcsösen igyekeztek minél előbb leszámolni a Horthy-rendszer társadalmi szervezeteivel, így a sportmozgalmakkal is.
A magyar sport vezető szervei 1945 első felében jöttek létre. A Budapesti Nemzeti Bizottság megalakította a Legfelső Sport Tanácsot (LST), tagjai: Jámbor Alajos (MKP), Ries István és Bechtler Péter (mindkettő SZDP).
1945 áprilisában Legfelsőbb Ötös Sporttanáccsá (LÖS) alakultak át, új tagok: Hidas Ferenc (MKP) és Barcs Sándor (FKP). Az LST 1945. február 20-án hozta létre a Nemzeti Sport Bizottságot (NSB).
1946 elején elhatározták a LÖS Sport Főtanáccsá (SF), az NSB sporthatósággá való átszervezését, és a Magyar Olimpiai Társaság (MOT) Magyar Olimpiai Bizottságként való további működését.
1948-ban alakult meg (a minisztertanács rendelete nyomán) az Országos Sporthivatal (OSH) és az Országos Sport és Testnevelési Tanács. Az OSH élére Hegyi Gyula került államtitkári rangban. Az OSH megszületésével megszűnt az NSB és az SF.
1951-ben a Magyar Népköztársaság Elnöki Tanácsának törvényerejű rendelete értelmében a VKM keretében működő OSH helyett létrejött a minisztertanács alá rendelt Országos Testnevelési és Sportbizottságot (OTSB), az összes testneveléssel és sporttal foglalkozó állami- és társadalmi szervezetet egyesítette, elnöke: Hegyi Gyula államtitkár.
Az Országos Társadalmi Labdarúgó Szövetség elnöke: Barcs Sándor.
Az 1956-os forradalom idején létrejöttek forradalmi bizottságok a sportmozgalom területein is. A forradalmi erők leváltották az OTSB vezetőit és több munkatársát, és megszűntnek nyilvánították az MHK mozgalmat (Munkára, harcra kész).
A szabadságharc leverése után a Magyar Népköztársaság Elnöki Tanácsa törvényerejű rendeletével megszüntette az OTSB-t, helyette a sporttal kapcsolatos állami feladatokat az Oktatási és Népművelődési Minisztériumból az összevont Művelődésügyi Minisztériumnak kellett ellátni (1956. december 31.), majd létrejött a Magyar Testnevelési és Sporthivatal (MTSH).
1958-ban az Elnöki Tanács törvényerejű rendelettel kimondta a Magyar Testnevelési és Sport Tanács (MTST) létrehozását. Az MTST hivatali szerve a korábban létrejött MTSH lett. Ugyancsak 1958-ban alakult meg a KISZ KB sportszervezete, az Országos Ifjúsági és Sportbizottság (OISB).
1963 decemberében tartotta alakuló kongresszusát a Magyar Testnevelési és Sportszövetség, amely egyetértve az MTST-vel, elhatározta az új sporttömegszervezetek megalakítását. Az MTS első elnöke Egri Gyula volt, őt dr. Beckl Sándor követte 1971-ben. Az MTS-t az illetékes szervek felruházták állami feladatokkal és hatáskörrel is.
1973. április 1-jén visszatértek a direkt irányítás módszeréhez, megalakult az Országos Testnevelési és Sporthivatal (OTSH). Az elnök dr. Beckl Sándor lett, őt Buda István követte. Az OTSH alá helyezték az ország 10 legnagyobb egyesületét. 1986-ban szerepét az Állami Ifjúsági és Sporthivatal vette át.

### A rendszerváltás után (1989–2007)
Az újjáalakult OTSH 1990-ben indulhatott, elnöke Gallov Rezső, helyettes államtitkári rangban. 1992-ben az OTSH elnöke államtitkári rangot kapott. Ekkor került át a hivatal a Művelődési és Közoktatási Minisztériumtól a Belügyminisztériumhoz, majd a Miniszterelnöki Hivatalhoz, majd ismét a Belügyminisztériumhoz. 1994-es kormányváltás után továbbra is a belügyminiszter feladata volt a sportirányítás ellenőrzése.
A rendszerváltozást követő első nyolc évben az OTSH-nak nem sikerült elérnie a testkultúra és a sport előtérbe kerülését a politikában. 1998-ban aztán megtörtént az áttörés, az Orbán Viktor vezette kormány minisztériumi rangra emelte a sporthivatalt. A minisztériumot először Wotsch Péter államtitkár vezette, míg Deutsch Tamás meg nem szerezte diplomáját. Az OTSH munkatársainak 80%-át azonban leváltották, ami szakmai tévedéseket eredményezett a javító szándék ellenére is.
A 2002-es kormányváltás után Medgyessy Péter megtartotta a sportminisztériumot, de kibővítette a gyermekek ügyével is. A miniszter Jánosy György lett, majd egy évvel később Gyurcsány Ferenc váltotta őt. Miután Medgyessy lemondott (2004), és helyére Gyurcsány került, azonnal megszüntette a sportminisztériumot, így született a Miniszterelnöki Hivatal keretei közt működő országos hatáskörű szerv, a Nemzeti Sporthivatal (NSH), melyet Ábrahám Attila vezetett címzetes államtitkári rangban.
2006 nyara óta az Önkormányzati és Területfejlesztési Minisztériumhoz tartoznak a sportügyek, vezetője Elbert Gábor, sportért felelős szakállamtitkár.